# تالتوز

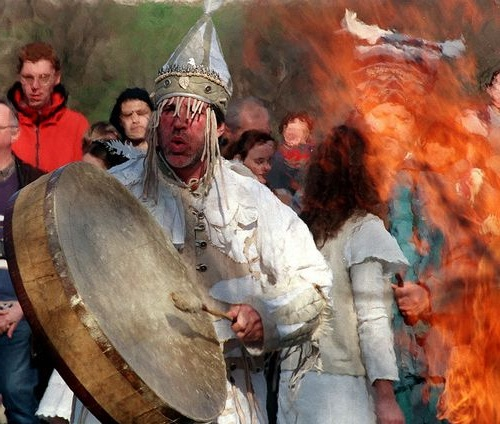
رجل مجري يقوم بإعادة تمثيل الشامان

التالتوز (بالمجرية؛ أيضا "táltos" تقرأ تالتوش) هو شخصية في الأساطير المجرية، وهو شخص يتمتع بقوة خارقة تجعله مثل الشامان.

## وصفه
أبرز ذكر لتالتوز في السجلات التاريخية كان من قبل الكاهن الروماني الكاثوليكي أرنولد إيبولي في مؤلفاته عن المعتقدات الشعبية، Magyar mitológia (الأساطير المجرية) (1854). يتم اختيار التالتوز من قبل الآلهة أو الأرواح قبل الولادة أو أثناء الطفولة. وعند اختيار الأشخاص ليصبحوا تالتوز هناك أفضلية للذين لديهم تشوهات مثل وجود أسنان عند الولادة أو إصبع سادس أو عظام إضافية أخرى أو مع سلى الرأس.[بحاجة لمصدر]
إذا انكسر العظم الزائد أو سُرق قبل أن يبلغ التالوس السابعة من عمره، فسيفقد قدراته. لا يمكن تعليم الشخص ليصبح تالتوز؛ إذ يمكن أن يحدث ذلك فقط من خلال تواصل خارق مع الآلهة. ترى بعض المعتقدات أنه يجب إرضاع التالتوز حتى سن السابعة، وهو ما يمنحه قوة جسدية هائلة. (مثال على ذلك يحدث في الحكاية الشعبية القديمة «ابن الفرس الأبيض».) [بحاجة لمصدر]
أهم قدرة للتالتوز هي قدرته على القيام بتأمل أو نشوة روحية تسمى "révülés" (فعل: révül)؛ في هذه الحالة، يمكنه أن يشفي الجروح والمرض أو يتعلم الحقائق المخفية عن طريق «إرسال روح المصابين بين النجوم».
تم اختيار التالتوز من قبل الآلهة أو الأرواح لهدف محدد في حياته وعليه واجبات مثل التواصل مع الأمة المجرية بأكملها في وقت الخطر، للتحذير من الجيوش الغازية أو الانهيار الزراعي الوشيك وغيرها من الكوارث.[بحاجة لمصدر]

## عند الوثنيين
بالإجماع، اُعتبر التالتوز جزءًا من الدين الوثني. لكن هناك أدلة على أن التالتوز كان موجودًا حتى عهد عائلة هابسبورغ عندما انتهى هذا التقليد.  
كانت إحدى الرسومات في السقف المطلي في كنيسة سيكيليديرزي في المجر تحتوي رسماً لشخصية ذات ستة أصابع، يُعتقد بأن هذا الرسم كان لأحد التالتوز.
تم تجديد السقف في وقت لاحق، وتعديل الصورة ليكون هناك خمسة أصابع فقط لتصبح الرسمة تظهر إنساناً طبيعياً بدلاً من التالتوز الوثني.

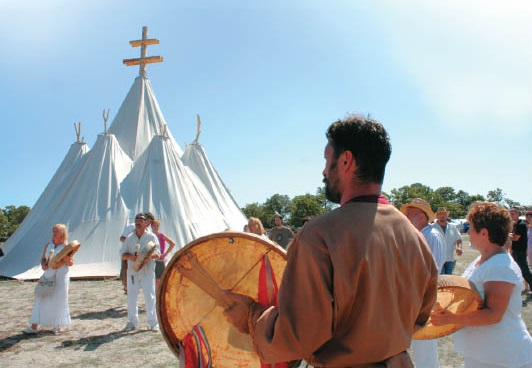
مراسم اداء طقوس الديانة المجرية القديمة

بعد اعتناق المجريين للمسيحية في القرن الحادي عشر، أصبح البعض يصف يسوع المسيح باسم égi táltos (أو التالتوز السماوي).

## أصل الكلمة
اسم «تالتوز» غير معروف الأصل، ولكن على الأرجح يرتبط بالكلمة المجرية «تالت»، أي «مفتوح على نطاق واسع»؛ أي أنهم «فتحوا أنفسهم للعالم». وتفيد النظريات الأخرى بأن معنى الكلمة في اللغات الأورالية هو «معرفة وفهم». أو قد تكون من مشتقات التركية بحيث يكون المعنى هو «اللاوعي».[بحاجة لمصدر]